# Brayan Véjar
Brayan Alfonso Véjar Utreras (Talcahuano, Chile, 14 de julio de 1995) es un futbolista profesional chileno que se desempeña tanto como lateral por ambas bandas como extremo por ambas bandas. Actualmente milita en Unión Española de la Primera División de Chile.

## Trayectoria

### Huachipato (2013 - 2016)
Debutó en Primera División, jugando por Huachipato, el 11 de mayo de 2013. Aquel día, por la decimoquinta fecha del Torneo Transición 2013, su equipo derrotó por 3-1 a Santiago Wanderers y Véjar disputó 52 minutos, siendo parte del once titular. 
Como profesional, Véjar debutó el 29 de octubre de 2012 frente a Lota Schwager por Copa Chile, disputando 23 minutos en la derrota acerera por la cuenta mínima. El polifuncional jugador acerero realizó su debut en torneos internacionales frente a San José por la Copa Sudamericana 2014 disputando los 90 minutos en la victoria de Huachipato por 3-1 frente al conjunto boliviano en el Estadio CAP el 20 de agosto de 2014. Además, fue sparring de Jorge Sampaoli en el Mundial de Brasil 2014.
A nivel internacional, disputó la Copa Sudamericana 2014 y lo propio hizo en la edición 2015 del certamen.

### Colo-Colo (2016 - 2018)
El buen nivel mostrado durante sus temporadas en el cuadro de la octava región hicieron que varios equipos pusieran sus ojos en el jugador. Es así como el 4 de agosto de 2016 se hace oficial su llegada a Colo-Colo, por petición expresa de Pablo Guede, director técnico del cuadro de Macul, después de que los albos en el último día del mercado de fichajes chileno intensificará las negociaciones con Huachipato y pagará un millón de dólares por el 70% del pase del jugador, firmando un contrato por cuatro temporadas hasta 2021.

#### 2016
Su debut en el cuadro albo se produjo el 11 de septiembre de 2016, en un partido válido por la sexta fecha del Apertura 2016 en el cual Colo-Colo y Deportes Antofagasta igualaron 2 a 2 en el Estadio Regional Calvo y Bascuñán. En aquel encuentro, Véjar fue titular y disputó 56', siendo reemplazo por Michael Ríos.
Anotó su primer gol con el Cacique el 4 de diciembre del mismo año, tras marcar un doblete en la victoria 4-2 sobre Everton de Viña del Mar, por la decimocuarta jornada del Apertura 2016, partido en el cual fue elegido la figura tras correr cerca de setenta metros con el balón controlado para luego picar el esférico a la salida del portero Eduardo Lobos y decretar el marcador final.
En el Apertura 2016, Véjar jugó 5 partidos y anotó 2 goles, consagrándose campeón de la Copa Chile 2016, aunque no disputó ningún partido.

#### 2017
A nivel internacional, debutó en la Copa Libertadores 2017 el 1 de febrero de 2017 ante Botafogo en el Estadio Nilton Santos de Río de Janeiro, en partido que terminó en derrota 2-1 del conjunto chileno, Véjar jugó como titular como volante por izquierda a pesar de solo jugar un tiempo (Salió en el ET por Christofer Gonzales) creó opciones de opciones de peligro e incluso tuvo un disparo a puerta que fue repelido por el golero de los brasileños, el 8 de febrero en el partido de vuelta chilenos y brasileños empataron 1-1 y esto marcó una nueva eliminación alba en el Monumental, a diferencia del partido anterior Vejar tuvo un bajo partido, cometiendo muchas faltas y creando poco peligro por su banda, salió al minuto 70' por Canchita Gonzales.
El 8 de abril debutó en un Superclásico ante la Universidad de Chile en el Estadio Nacional de Chile por la novena fecha del Clausura 2017, ingresando al minuto 81' por Jaime Valdés en el empate 2-2 en una jornada que estuvo marcada por los errores de los arqueros de ambos equipos. Finalmente los albos terminaron en el segundo lugar del Torneo de Clausura 2017 con un punto menos que el campeón la "U", tras farrearse la opción al título tras un empate 1-1 ante Antofagasta en el Monumental en la penúltima fecha, Véjar jugó 11 partidos a pesar de su gran número de partidos, en la gran mayoría ingresó desde la banca en los minutos finales (solo 4 de titular), además jugó los 2 partidos de Colo-Colo en la Copa Libertadores 2017.
En la Temporada 2017 Véjar continuaría por lo menos 6 meses más en el club a pesar de que no sería considerado por el entrenador Pablo Guede, más la consagración de Gabriel Suazo, la aparición de Benjamín Berríos y las constantes lesiones le harían las oportunidades cada vez más escasas. El 2 de agosto con Véjar de titular todo el encuentro, Colo-Colo goleó 4-0 a Deportes La Serena en el Estadio Monumental por la vuelta de la Copa Chile 2017 logrando revertir el 1-4 en contra en la ida y clasificar de manera dramática a octavos de final, el 15 de agosto por la tercera fecha del Torneo de Transición 2017 ante Palestino Véjar sufriría un desgarro al minuto 21' por lo que tuvo que ser sustituido por Jorge Valdivia, siendo baja por tres semanas y también siendo la primera baja de Colo-Colo de cara al Superclásico del 27 de agosto.
El 3 de septiembre los albos quedarían eliminados sorpresivamente de la Copa Chile 2017 tras caer 0-2 de local ante Deportes Iberia (5-2 global), Véjar jugaría de titular y saldría en el entretiempo por Benjamín Berríos. Se coronaría campeón del Transición 2017 tras vencer 3-0 a Huachipato en el Estadio Alcaldesa Ester Roa Rebolledo, Véjar no jugaría aquel encuentro, por el Transición solo jugó 2 partidos (104 min en cancha) y por la Copa Chile también jugó dos partidos.

## Selección nacional

### Selecciones menores
En enero de 2015 el entrenador de la selección sub-20 de Chile, Hugo Tocalli, nominó a Véjar para disputar el Sudamericano de la categoría de Uruguay. En aquel certamen, el jugador disputó un partido, sumando 90 minutos en la derrota chilena por 6 a 1 ante su similar de Uruguay. Finalmente, el combinado chileno fue eliminado en primera ronda, tras tres derrotas y sólo un triunfo, terminando último en el Grupo B del certamen.

#### Participaciones en Sudamericanos
| Torneo                      | Sede    | Resultado    | Partidos | Goles |
| --------------------------- | ------- | ------------ | -------- | ----- |
| Sudamericano Sub-20 de 2015 | Uruguay | Primera fase | 1        | 0     |

## Estadísticas
| Club | Div.          | Temporada     | Liga  | Liga  | Copas nacionales(1) | Copas nacionales(1) | Torneos internacionales(2) | Torneos internacionales(2) | Total | Total |
| Club | Div.          | Temporada     | Part. | Goles | Part.               | Goles               | Part.                      | Goles                      | Part. | Goles |
| --- | ------------- | ------------- | ----- | ----- | ------------------- | ------------------- | -------------------------- | -------------------------- | ----- | ----- |
| Huachipato · Chile | 1.ª           | 2012          | —     | —     | 1                   | 0                   | —                          | —                          | 1     | 0     |
| Huachipato · Chile | 1.ª           | 2013          | 3     | 0     | —                   | —                   | —                          | —                          | 3     | 0     |
| Huachipato · Chile | 1.ª           | 2013-14       | 4     | 0     | 3                   | 0                   | —                          | —                          | 7     | 0     |
| Huachipato · Chile | 1.ª           | 2014-15       | 26    | 1     | 1                   | 0                   | 6                          | 0                          | 33    | 1     |
| Huachipato · Chile | 1.ª           | 2015-16       | 28    | 2     | 10                  | 3                   | 1                          | 0                          | 39    | 5     |
| Huachipato · Chile | 1.ª           | 2016-17       | —     | —     | 1                   | 0                   | —                          | —                          | 1     | 0     |
| Huachipato · Chile | Total club    | Total club    | 61    | 3     | 16                  | 3                   | 7                          | 0                          | 84    | 6     |
| Colo-Colo · Chile | 1.ª           | 2016-17       | 16    | 2     | —                   | —                   | 2                          | 0                          | 18    | 2     |
| Colo-Colo · Chile | 1.ª           | 2017          | 2     | 0     | 2                   | 0                   | —                          | —                          | 4     | 0     |
| Colo-Colo · Chile | 1.ª           | 2018          | 13    | 0     | 2                   | 1                   | 2                          | 0                          | 17    | 1     |
| Palestino · Chile | 1.ª           | 2019          | 23    | 1     | 3                   | 1                   | 12                         | 0                          | 38    | 2     |
| Colo-Colo · Chile | 1.ª           | 2020          | 22    | 0     | —                   | —                   | 4                          | 0                          | 26    | 0     |
| Colo-Colo · Chile | 1.ª           | 2021          | 0     | 0     | 0                   | 0                   | 0                          | 0                          | 1     | 0     |
| Colo-Colo · Chile | Total club    | Total club    | 54    | 2     | 4                   | 1                   | 9                          | 0                          | 66    | 3     |
| Palestino · Chile | 1.ª           | 2021          | 9     | 0     | 0                   | 0                   | 0                          | 0                          | 9     | 0     |
| Palestino · Chile | 1.ª           | 2022          | 28    | 1     | 1                   | 0                   | 0                          | 0                          | 29    | 1     |
| Palestino · Chile | 1.ª           | 2023          | 19    | 0     | 3                   | 0                   | 7                          | 0                          | 29    | 0     |
| Palestino · Chile | 1.ª           | 2024          | 22    | 2     | 4                   | 0                   | 10                         | 1                          | 36    | 3     |
| Palestino · Chile | Total club    | Total club    | 101   | 4     | 11                  | 1                   | 29                         | 1                          | 141   | 6     |
| Unión Española · Chile | 1.ª           | 2025          | 0     | 0     | 0                   | 0                   | 0                          | 0                          | 0     | 0     |
| Unión Española · Chile | Total club    | Total club    | 0     | 0     | 0                   | 0                   | 0                          | 0                          | 0     | 0     |
| Total carrera | Total carrera | Total carrera | 216   | 9     | 31                  | 5                   | 45                         | 1                          | 292   | 15    |
| (1) Incluye datos de Copa Chile y Supercopa de Chile. (2) Incluye datos de Copa Sudamericana y Copa Libertadores. (3) No incluye goles en partidos amistosos. |               |               |       |       |                     |                     |                            |                            |       |       |

## Palmarés

### Títulos nacionales
| Título             | Equipo           | País  | Año    |
| ------------------ | ---------------- | ----- | ------ |
| Primera División   | C.D. Huachipato  | Chile | 2012-C |
| Copa Chile         | C.S.D. Colo-Colo | Chile | 2016   |
| Supercopa de Chile | C.S.D. Colo-Colo | Chile | 2017   |
| Primera División   | C.S.D. Colo-Colo | Chile | 2017-T |
| Supercopa de Chile | C.S.D. Colo-Colo | Chile | 2018   |
| Copa Chile         | C.S.D. Colo-Colo | Chile | 2019   |